# Blackbushe Airport

i7
i11
i13
Der Blackbushe Airport (IATA-Code: BBS, ICAO-Code: EGLK) ist ein Flughafen im nördlichen Teil der englischen Grafschaft Hampshire, etwa zwei Kilometer südlich der Ortschaft Yateley und etwa 67 Kilometer westlich von London. In seinem südlichen Bereich grenzt der Flughafen direkt an die Fernverkehrsstraße A30, die eine Verbindung zur sieben Kilometer entfernten Stadt Camberley herstellt. Er dient heute der allgemeinen Luftfahrt, wird aber auch für eine Kartbahn, für Pkw-Auktionen und den Blackbush Sunday Market genutzt.

## Geschichte

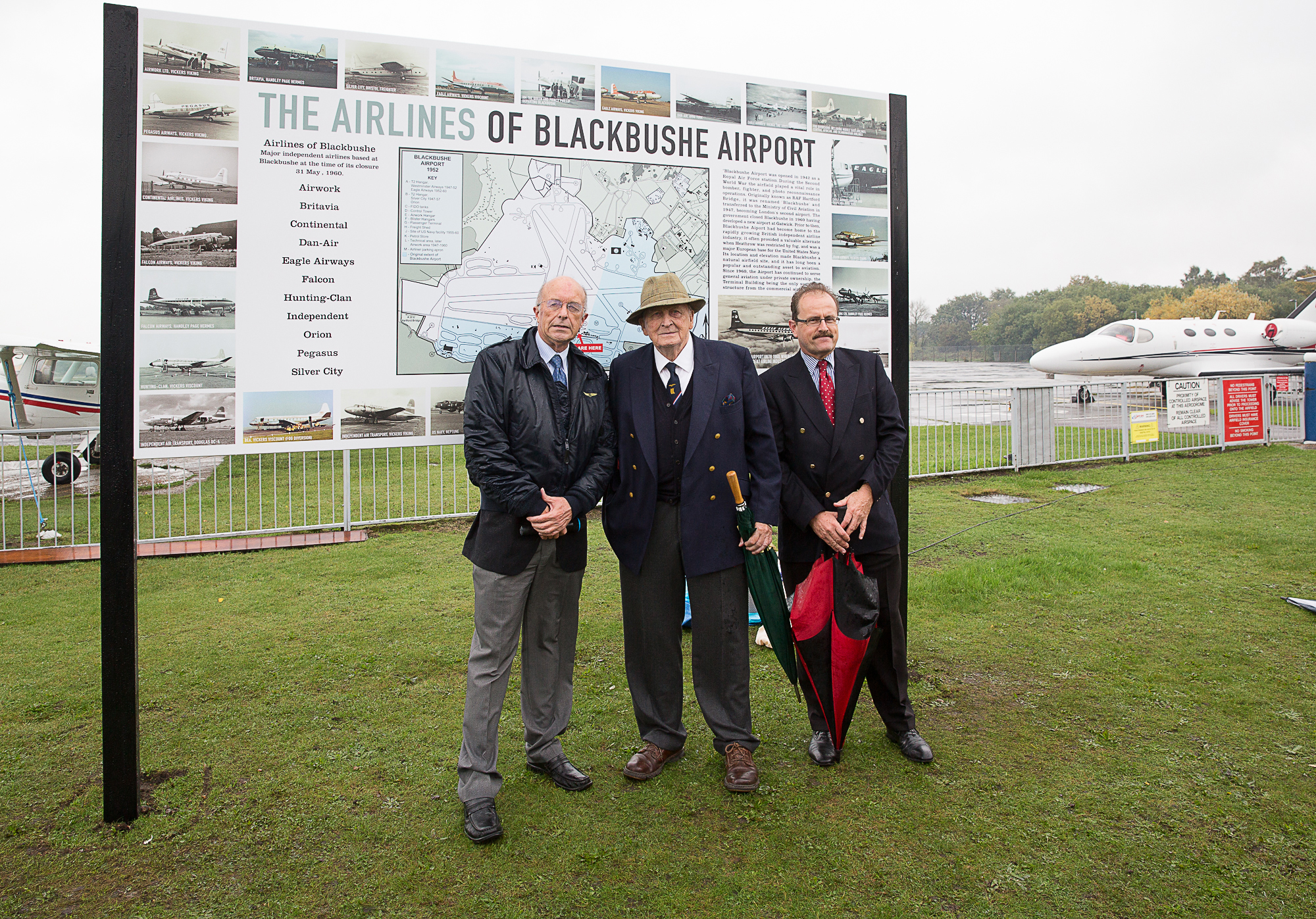
Harold Bamberg, Gründer der Eagle Aviation, enthüllte im Oktober 2012 vor Ort eine Tafel, auf der die ehemals in Blackbushe beheimateten Fluggesellschaften aufgeführt sind.

Der Blackbushe Airport wurde 1942 als Fliegerhorst Hartford Bridge von der Royal Air Force in Betrieb genommen. Während des Zweiten Weltkriegs wurde das Gelände massiv ausgebaut, so dass die heutige Fernverkehrsstraße A30 den Flugplatz schließlich in einen nördlichen und einen südlichen Bereich teilte. Der Fliegerhorst hatte drei Start- und Landebahnen für die größten damals eingesetzten Flugzeuge. In Hartford Bridge waren Maschinen der Typen Supermarine Spitfire und De Havilland DH.98 Mosquito stationiert. Im Jahr 1943 starteten und landeten hier unter anderem Lockheed Venturas sowie ab August 1943 auch Douglas A-20. In Vorbereitung der Landung in der Normandie wurden Lastensegler der Typen Airspeed Horsa und Hotspur auf den Flugplatz verlegt.
Im Dezember 1944 erhielt der Militärflugplatz den Namen RAF Blackbushe. Nach Kriegsende nutzte man den Flughafen unter anderem dazu, alliierte Kriegsgefangene aus Deutschland auszufliegen. Ende 1946 gab die Royal Air Force den Standort auf. Anfang 1947 wurde der Blackbushe Airport zur zivilen Nutzung freigegeben.
In den frühen 1950er Jahren erlebte der Flughafen seine zivile Blütezeit. Zahlreiche nationale und internationale Fluggesellschaften flogen Blackbushe an oder nutzten den Flughafen als Heimatbasis, unter anderem Britavia, Eagle Airways und Orion Airways. Auch die Pilotenausbildung der BOAC fand hier statt.
Mit dem Ausbau des rund 30 Kilometer entfernten Flughafens London-Heathrow und des Flughafens London-Gatwick verlor Blackbushe ab Mitte der 1950er Jahre zunehmend an Bedeutung. Die in Blackbushe beheimateten Gesellschaften setzten sich für den Erhalt des Flughafens ein, konnten aber die Schließung am 31. Mai 1960 nicht verhindern. Nach der Schließung wurden der östliche Teil des Geländes sowie der Bereich südlich der Straße A30 gänzlich rückgebaut und neu aufgeforstet. Der verbliebene nordwestliche Bereich wurde von Donald Bennet erworben, einem ehemaligen Air Vice Marshal der Royal Air Force, der das Areal im Oktober 1962 als Privatflugplatz wieder eröffnete, die noch heute existierende Kartbahn baute und den wöchentlich stattfindenden Blackbushe Sunday Market ins Leben rief. Im Jahr 1973 übernahm Douglas Arnold das Gelände, um hier seine umfangreichen Flugzeugsammlung aus dem Zweiten Weltkrieg auszustellen. Seit 1984 ist das Unternehmen British Car Auctions Eigentümer des Flughafens und nutzt den abgegrenzten westlichen Bereich regelmäßig für Fahrzeugversteigerungen. Das vor Ort ansässige Unternehmen PremiAir Aircraft Engineering ist unter anderem mit der Wartung des Privathubschraubers von Queen Elisabeth II. betraut, der seit 1998 in Blackbushe stationiert ist. Der Flugplatz wird derzeit (Stand 2017) von keiner Fluggesellschaft angeflogen, sondern nur von der allgemeinen Luftfahrt genutzt.

## Zwischenfälle
- Am 15. August 1954 strömte bei einer Vickers Viking 1B der britischen Airwork Services (Luftfahrzeugkennzeichen G-AIXS) 10 Minuten nach dem Start mit Ziel Nizza Öl aus dem Triebwerk Nr. 2 (rechts). Das Triebwerk wurde abgestellt. Bei der Rückkehr zum Flughafen Blackbushe kam es zum Strömungsabriss. Das Flugzeug schlug 120 Meter vor der Landebahn auf den Boden und wurde irreparabel beschädigt. Alle 37 Insassen, fünf Besatzungsmitglieder und 32 Passagiere, überlebten den Unfall.[3]

- Am 20. Januar 1956 überschlug sich eine Vickers Viscount 701 der British European Airways (BEA) (G-AMOM) am Flughafen Blackbushe. Die Maschine startete zu einem Trainingsflug, als der Trainingskapitän versehentlich beide rechte Triebwerke gleichzeitig stilllegte. Die gesamte fünfköpfige Besatzung überlebte.[4][5]

- Am 5. November 1956 kollidierte eine Handley Page Hermes IVA der Britavia (G-ALDJ) während des Anfluges auf Blackbushe mit Bäumen. Von den 80 Personen an Bord kamen 7 ums Leben.[6][7]

- Am 1. Mai 1957 verunglückte eine Vickers Viking 1B der Eagle Airways (G-AJBO) im Anflug auf den Flughafen, nachdem beim Start das linke Triebwerk ausgefallen war. Die Maschine schlug 1200 m vor der Landebahnschwelle auf. Von den 35 Insassen überlebte nur ein Passagier.[8]